# 克拉科夫瓮城
克拉科夫瓮城（波蘭語：barbakan krakowski）是一座曾经与城墙及圣福里安门相连的瓮城，控制进入克拉科夫老城的入口。，建于1498年，是克拉科夫城墙残留的少量遗迹之一 现在是一处旅游景点，举办各种展览。

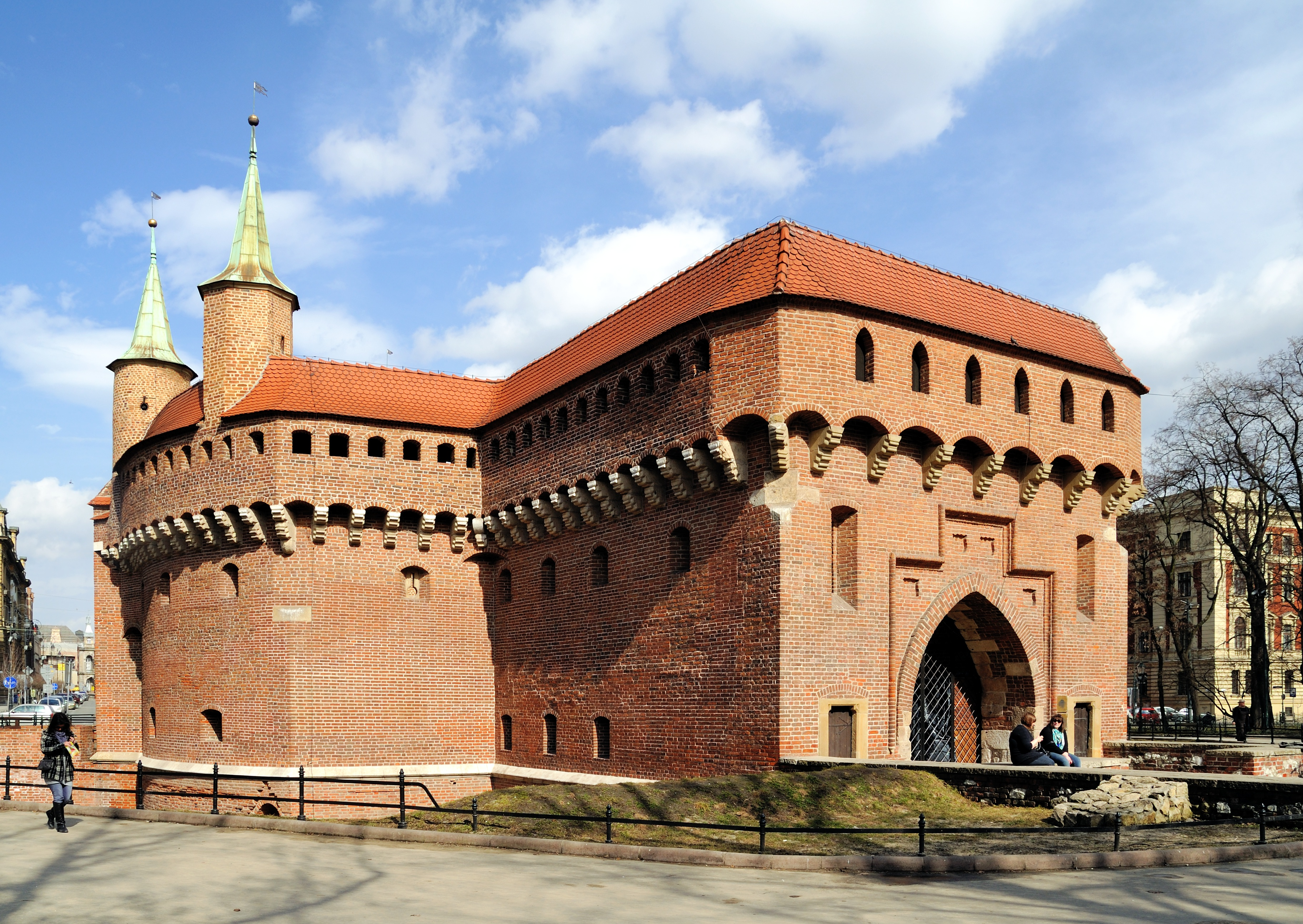
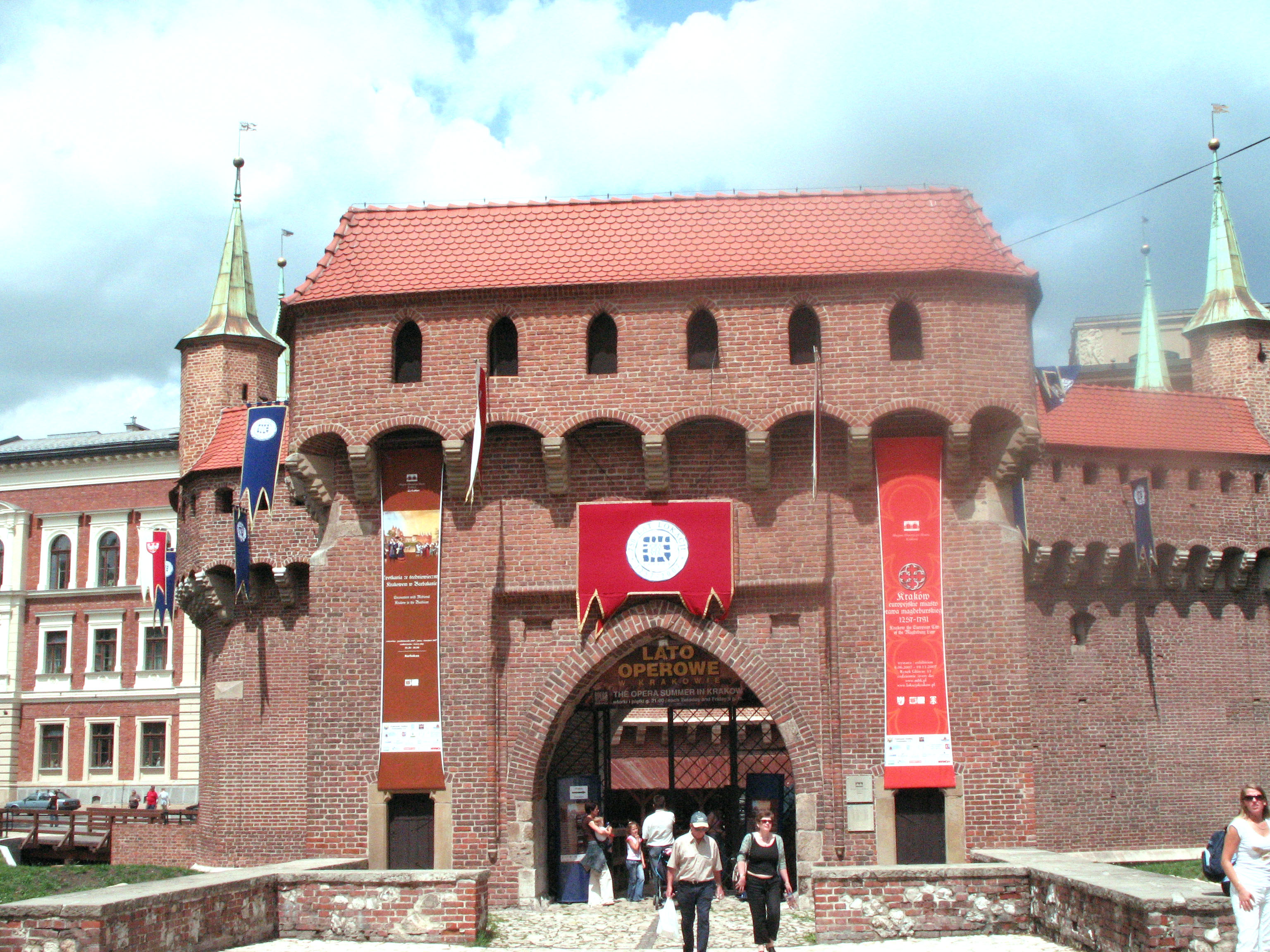
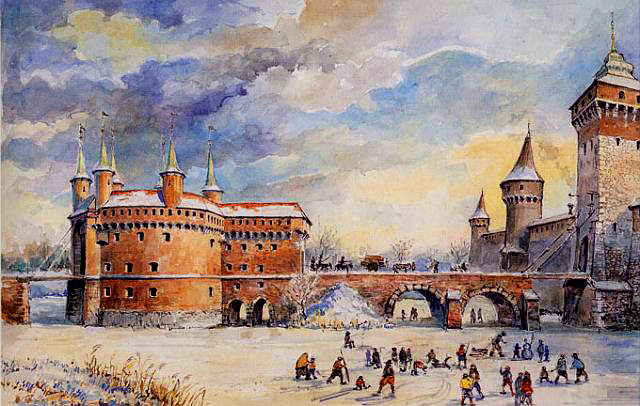